# Lecane pumila
Lecane pumila is een raderdiertjessoort uit de familie Lecanidae. De wetenschappelijke naam van deze soort is voor het eerst geldig gepubliceerd in 1906 door Rousselet.